# Piatra de Viștea
Piatra de Viștea este un film românesc din 1986 regizat de Erich Nussbaum.